# جانيس بورغس
جانيس بورغس (بالإنجليزية: Janice Burgess)‏ هي مخرجة منفذة ومنتجة تلفزيونية أمريكية، ولدت في 1954.